# Beatus Rhenanus

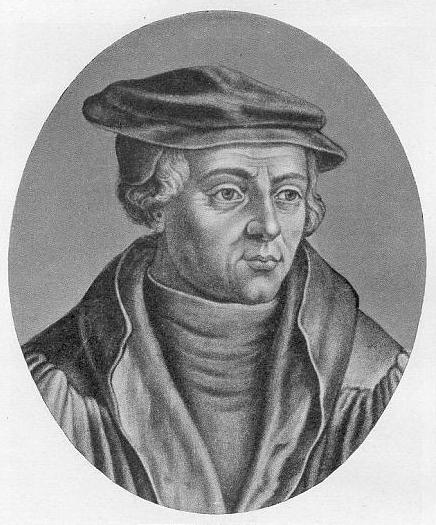
Beatus Rhenanus

Beatus Rhenanus, född 22 augusti 1485 i Sélestat, Alsace, Frankrike, död 20 juli 1547 i Strasbourg, var en elsassisk advokat, humanist religiös reformator, klassisk forskare, och boksamlare.

## Biografi
Rhenanus var son till Anton Bild, var en välmående slaktare från Rhinau (källan till hans namn "Rhenanus", som Beatus Latiniserade från sin far, som var känd som "Rhinauer", "mannen från Rheinau"). Anton emigrerade till Schlettstadt och blev så småningom en av dess borgmästare. Han kunde ge sin son en utmärkt utbildning. Rhenanus studerade vid den berömda latinskolan i Schlettstadt och började 1503 vid universitetet i Paris, där han studerade aristotelisk filosofi och påverkades av Jacobus Faber Stapulensis, en framstående aristotelian.
År 1507 återvände han till Schlettstadt och flyttade strax därefter till Strassburg (Strasbourg), där han arbetade för forskaren och författaren Mathias Schurer och bekantade sig med de stora Alsace-humanisterna, däribland Jakob Wimpfeling, Johann Geiler von Kaisersberg och Sebastian Brant.
År 1511 flyttade Rhenanus till Basel, där han blev vän med Desiderius Erasmus (Erasmus av Rotterdam) och spelade en aktiv roll i Johann Frobens förlag. Han återvände till Schlettstadt 1526 för att leva en lärd fritid och fortsatte en livlig korrespondens med många samtida forskare, inklusive vännen Erasmus, och övervakade tryckningen av många av Erasmus viktigaste verk. Rhenanus dog i Strasbourg.
Rhenanus egna publikationer inkluderar en biografi om Johann Geiler von Kaisersberg (1510), Rerum Germanicarum Libri III (1531) och utgåvor av Velleius Paterculus (Froben, Basel, 1520), baserat på det enda kvarvarande manuskriptet, som han upptäckte i benediktinerklostret vid Murbach, Alsace. Han skrev också verk om Tacitus (1519), Livy (1522) och ett nio volymers arbete om sin vän Erasmus (1540 - 1541). Rhenanus tog liksom Erasmus avstånd från Luther.
Rhenanus ovärderliga samling av böcker donerades till hans hemstad efter hans död och kan fortfarande ses i sin helhet i Humanistbiblioteket i Sélestat.